# Ligne 2 du tramway de Marseille
Pour les articles homonymes, voir Ligne 2.
La ligne 2 du tramway de Marseille est l'une des trois lignes du réseau de tramway de Marseille. Elle relie la gare de Marseille-Blancarde au quartier d'affaires Euroméditerranée en traversant l'hyper-centre de la ville sur la Canebière. Cette ligne est la plus fréquentée du réseau avec 80 000 passagers par jour en 2008.

## Histoire

### Mise en service de la première ligne provisoire unique - 30 juin 2007
|  Euroméditerranée-Gantès ↔ Les Caillols
En attendant la fin des travaux sur la ligne T1, une ligne temporaire unique était exploitée d'Euroméditerranée-Gantès jusqu'aux Caillols. Cette ligne provisoire était d'une longueur de 8,8 kilomètres.

### Configuration définitive avec la réouverture du tunnel de la Plaine - 28 septembre 2008
Euroméditerranée-Gantès ↔ La Blancarde
La ligne T2 est limitée à La Blancarde, où les deux lignes sont en correspondance. Le réseau mesure désormais 11,9 kilomètres.

### Prolongement à Arenc - Le Silo (ex: Euroméditerranée - Arenc) le 27 mars 2010
Arenc - Le Silo ↔ La Blancarde
Afin de desservir la tour CMA-CGM, les Docks des Suds et les Archives et Bibliothèque Départementales, la ligne T2 est prolongée d'une station.
Depuis l'ouverture de la salle de spectacle Le Silo en septembre 2011 la station fut renommé à cette occasion Arenc - Le Silo en remplacement de Euroméditérannée-Arenc.
Le réseau mesure à ce jour 12,6 kilomètres.

## Itinéraire et stations
La ligne T2, en voie double sur l'ensemble de son tracé, comporte 14 stations :
|   |   |  | Stations                | Lat/Long                    | Arrondissement | Correspondances |  |
| - | - |  | ----------------------- | --------------------------- | -------------- | --- |  |
| ■ | ■ |  | Arenc - Le Silo         | 43° 18′ 48″ N, 5° 22′ 05″ E | 2e             | 33 34 36 49 Arenc-Euroméditerranée |  |
| • | • |  | Euroméditerranée-Gantès | 43° 18′ 31″ N, 5° 22′ 05″ E | 2e             | |  |
| • | • |  | Joliette                | 43° 18′ 18″ N, 5° 22′ 02″ E | 2e             | C8 |  |
| • | • |  | République-Dames        | 43° 18′ 08″ N, 5° 22′ 09″ E | 2e             | Autobus de Marseille · Ligne 55 · Ligne 82 · Bus de nuit 582 |  |
| • | • |  | Sadi Carnot             | 43° 17′ 59″ N, 5° 22′ 16″ E | 2e             | Autobus de Marseille · Ligne 55 |  |
| • | → |  | Belsunce-Alcazar        | 43° 17′ 55″ N, 5° 22′ 36″ E | 1er            | Correspondances à Canebière-Bourse : |  |
| • |   |  | Canebière-Capucins      | 43° 17′ 49″ N, 5° 22′ 44″ E | 1er            | |  |
| • |   |  | Canebière-Garibaldi     | 43° 17′ 52″ N, 5° 22′ 54″ E | 1er            | Métro de Marseille · Ligne 2 du métro de Marseille · Tramway de Marseille · Ligne 1 du tramway de Marseille · Autobus de Marseille · Ligne 81                                      |  |
| • |   |  | Réformés-Canebière      | 43° 18′ 00″ N, 5° 23′ 09″ E | 1er            | N2 |  |
| • |   |  | National                | 43° 18′ 05″ N, 5° 23′ 18″ E | 1er            | |  |
| • |   |  | Longchamp               | 43° 18′ 12″ N, 5° 23′ 33″ E | 1er            | Autobus de Marseille · Bus de nuit 582 |  |
| • |   |  | Cinq-Avenues            | 43° 18′ 08″ N, 5° 23′ 49″ E | 4e             | Métro de Marseille · Ligne 1 du métro de Marseille · Autobus de Marseille · Ligne 6 · Ligne 7 · Ligne 7B · Ligne 7T · Ligne 42 · Ligne 42T · Ligne 81 · Ligne 88 · Bus de nuit 582 |  |
| • |   |  | Foch-Sakakini           | 43° 18′ 01″ N, 5° 24′ 00″ E | 4e             | Autobus de Marseille · Ligne 72 · Bus de nuit 509 |  |
| • |   |  | Foch-Boisson            | 43° 17′ 53″ N, 5° 24′ 13″ E | 4e             | |  |
| ■ |   |  | La Blancarde            | 43° 17′ 48″ N, 5° 24′ 20″ E | 4e             | Parc relais Blancarde |  |

## Avenir
La Blancarde ↔ Place du Quatre-Septembre
Il est prévu que le tracé de la ligne soit modifié pour relier à l’horizon 2029 la Place du 4 septembre à La Blancarde, avec la création d'un nouveau tronçon de 2.1km. Sept nouvelles stations seront desservies dont 4 nouvellement créées. Trois stations seront en correspondance avec la ligne 3 du tramway et une des nouvelles stations le sera avec la ligne 1 du métro, à la station Estrangin - Préfecture.
La ligne desservira alors la préfecture ainsi que les quartiers de Saint-Victor, de Saint-Lambert, du Pharo et des Catalans à partir de la rue de Rome en empruntant le boulevard Paul-Peytral, le cours Pierre Puget, le boulevard de la Corderie et l’avenue de la Corse. Actuellement[Quand ?], ce tronçon est fortement congestionné et provoque de nombreux embouteillages aux alentours de cet axe aux heures de pointe. 
La concertation publique préalable sur le projet d’extension du tramway vers la place du 4 Septembre s'est déroulée du 22 mars au 30 avril 2023. L'enquête publique est prévue pour fin 2025, et la déclaration d'utilité publique doit être délivrée en 2026, avec un démarrage des travaux dans la foulée, pour une mise en service au premier trimestre 2029.
|   |   |  | Stations             | Lat/Long                    | Arrondissement | Correspondances |  |
| - | - |  | -------------------- | --------------------------- | -------------- | --- |  |
| ■ | ■ |  | Place du 4 Septembre |                             | 7e             | Ouverture en 2029 |  |
| ■ | ■ |  | Saint-Victor         |                             | 7e             | Ouverture en 2029 |  |
| • | • |  | Bergasse             |                             | 7e             | Ouverture en 2029 |  |
| • | • |  | Estrangin            |                             | 6e             | Ouverture en 2029 |  |
| • | • |  | Place de Rome        | 43° 17′ 28″ N, 5° 22′ 51″ E | 6e             | Autobus de Marseille · Ligne 41 · Ligne 54 · Ligne 81 |  |
| • | • |  | Rome-Davso           | 43° 17′ 37″ N, 5° 22′ 46″ E | 6e             | |  |
| • | → |  | Cours Saint-Louis    | 43° 17′ 46″ N, 5° 22′ 41″ E | 1er            | |  |
| • |   |  | Canebière-Garibaldi  | 43° 17′ 52″ N, 5° 22′ 54″ E | 1er            | Métro de Marseille · Ligne 2 du métro de Marseille · Tramway de Marseille · Ligne 1 du tramway de Marseille · Autobus de Marseille · Ligne 81                           |  |
| • |   |  | Réformés-Canebière   | 43° 18′ 00″ N, 5° 23′ 09″ E | 1er            | N2 |  |
| • |   |  | National             | 43° 18′ 05″ N, 5° 23′ 18″ E | 1er            | |  |
| • |   |  | Longchamp            | 43° 18′ 12″ N, 5° 23′ 33″ E | 1er            | Autobus de Marseille · Bus de nuit 582 |  |
| • |   |  | Cinq-Avenues         | 43° 18′ 08″ N, 5° 23′ 49″ E | 4e             | Métro de Marseille · Ligne 1 du métro de Marseille · Autobus de Marseille · Ligne 6 · Ligne 7 · Ligne 7B · Ligne 7T · Ligne 42 · Ligne 42T · Ligne 81 · Bus de nuit 582 |  |
| • |   |  | Foch-Sakakini        | 43° 18′ 01″ N, 5° 24′ 00″ E | 4e             | Autobus de Marseille · Ligne 72 · Bus de nuit 509 |  |
| • |   |  | Foch-Boisson         | 43° 17′ 53″ N, 5° 24′ 13″ E | 4e             | |  |
| ■ |   |  | La Blancarde         | 43° 17′ 48″ N, 5° 24′ 20″ E | 4e             | Parc relais Blancarde |  |

## Galerie de la ligne 2

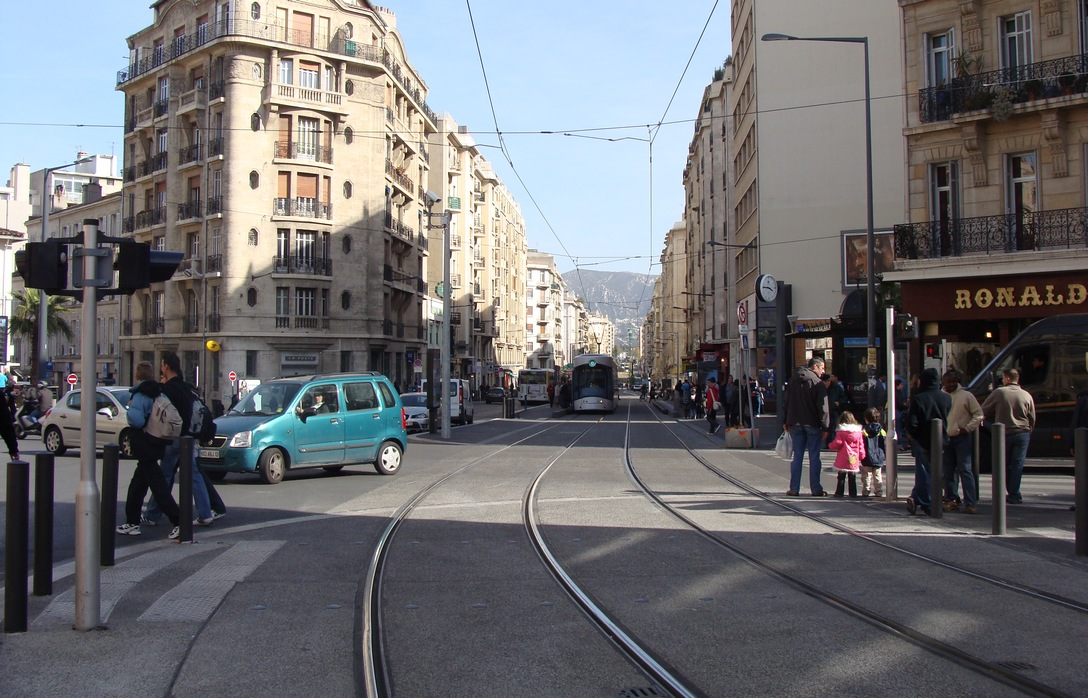
Secteur Cinq-Avenues
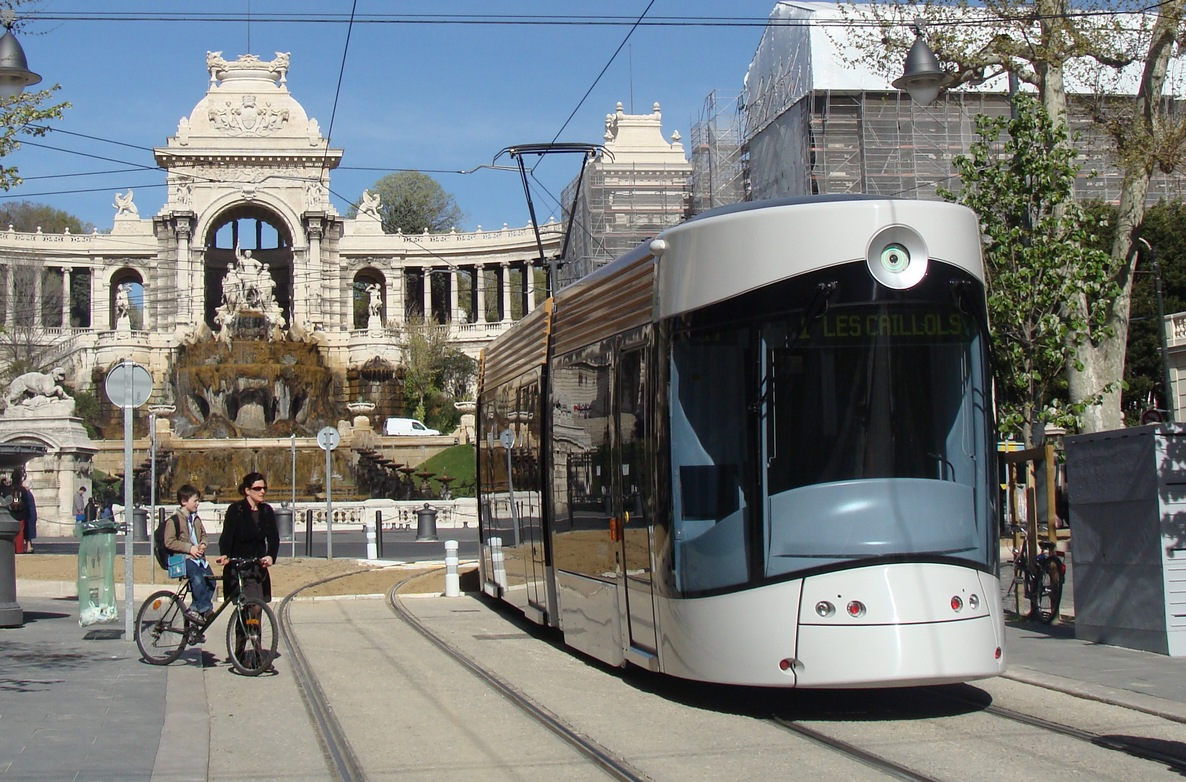
Secteur Longchamp
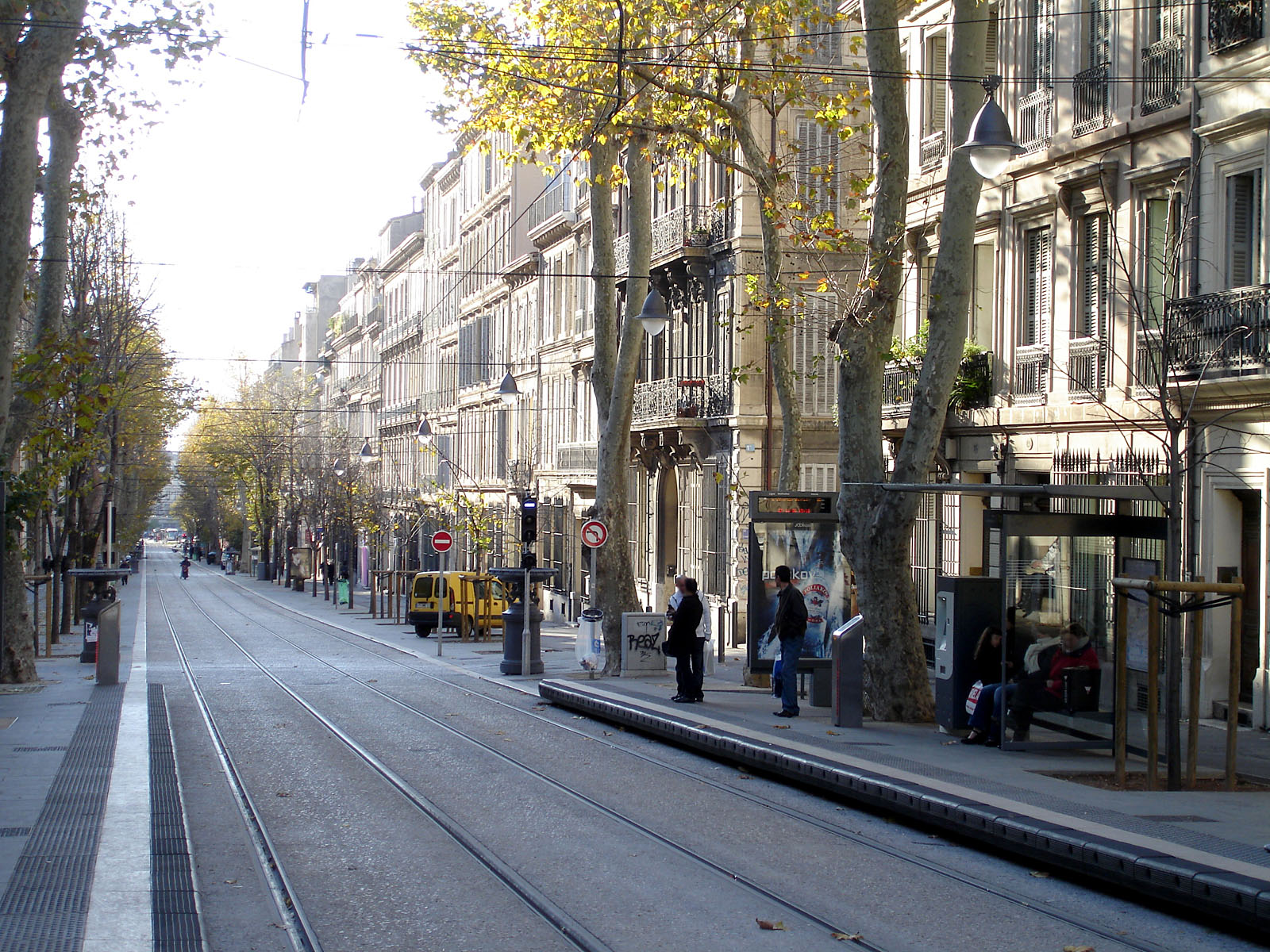
Boulevard Longchamp
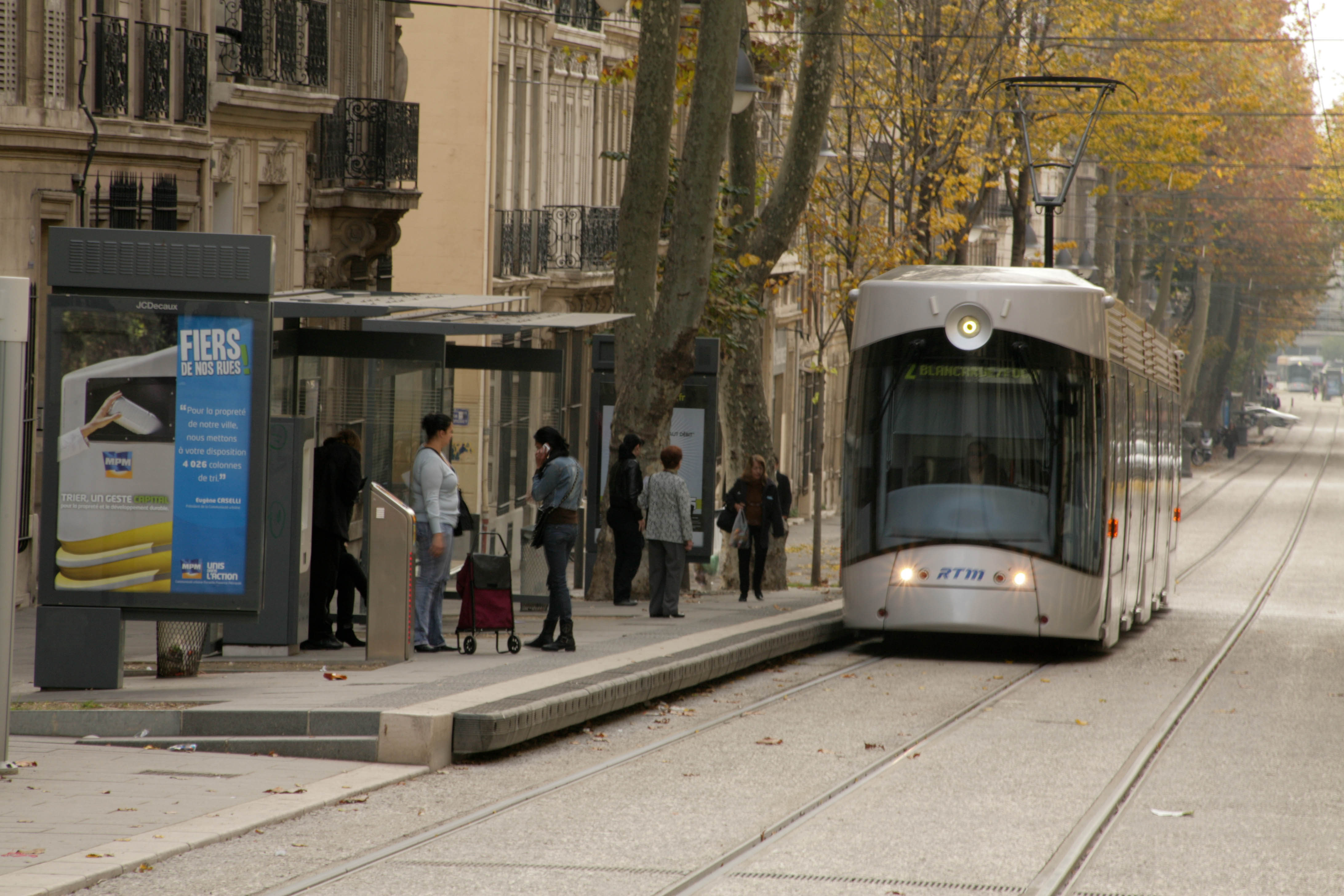
Station National
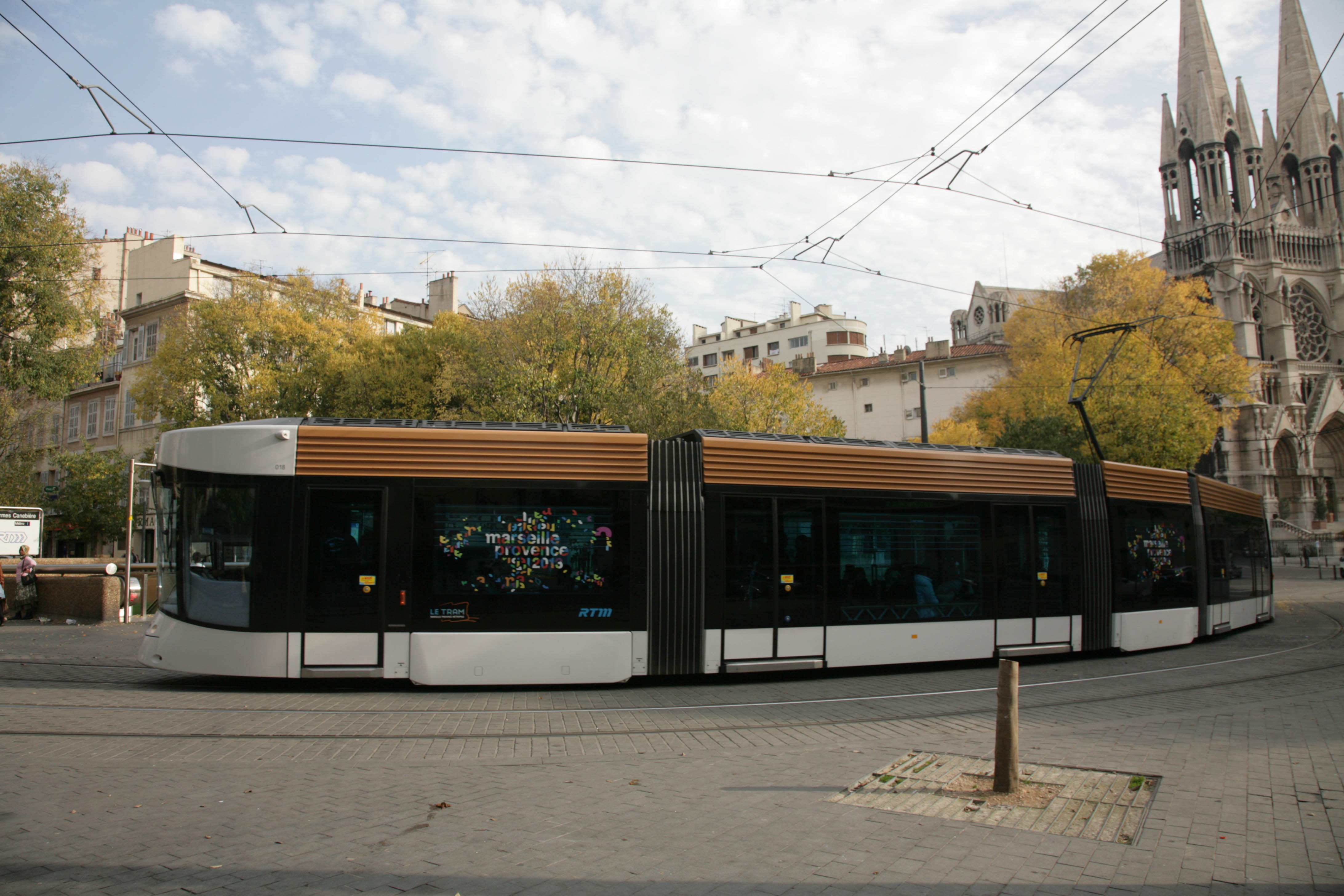
Tramway au niveau des Réformés
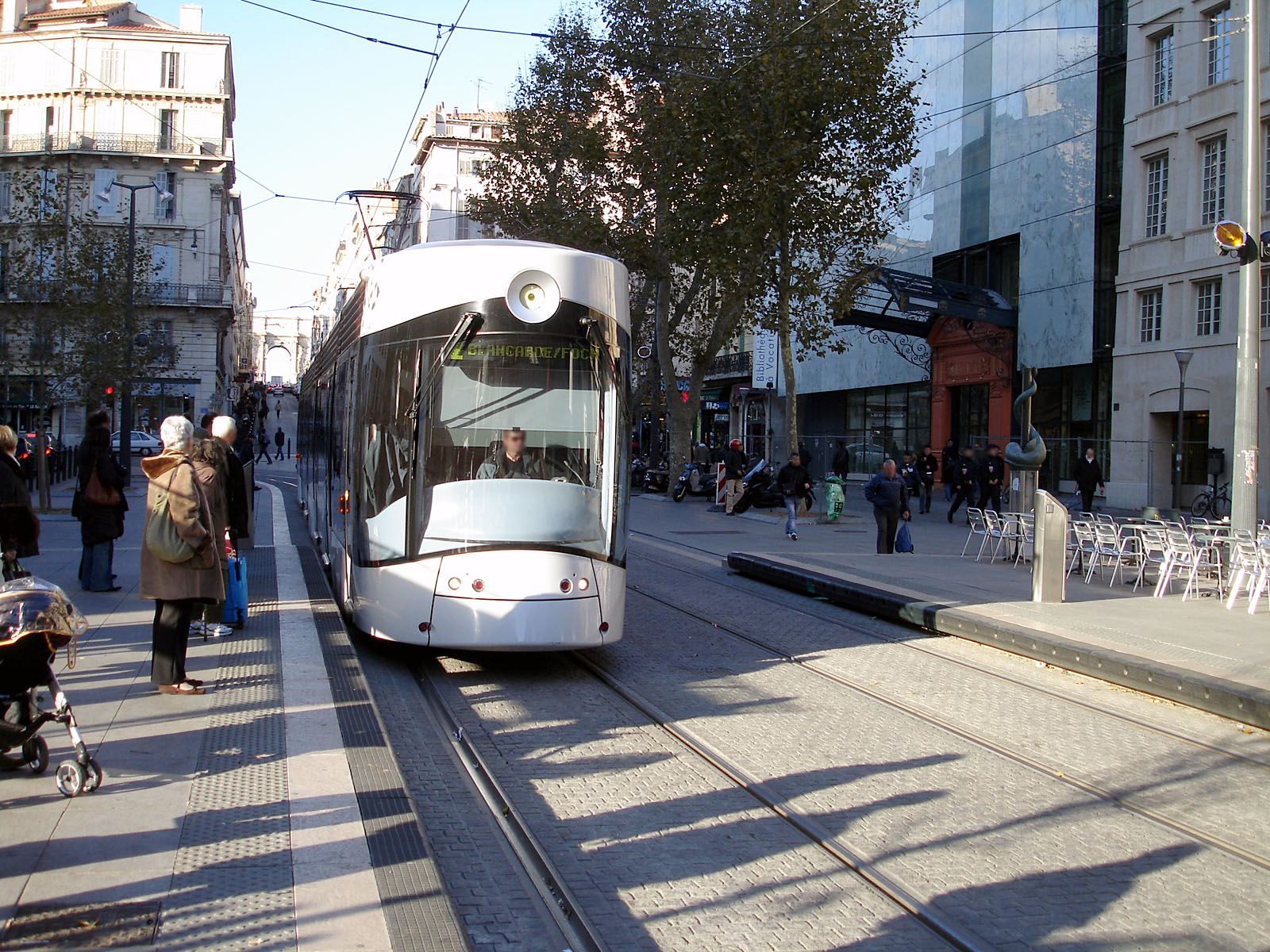
Station Belsunce-Alcazar
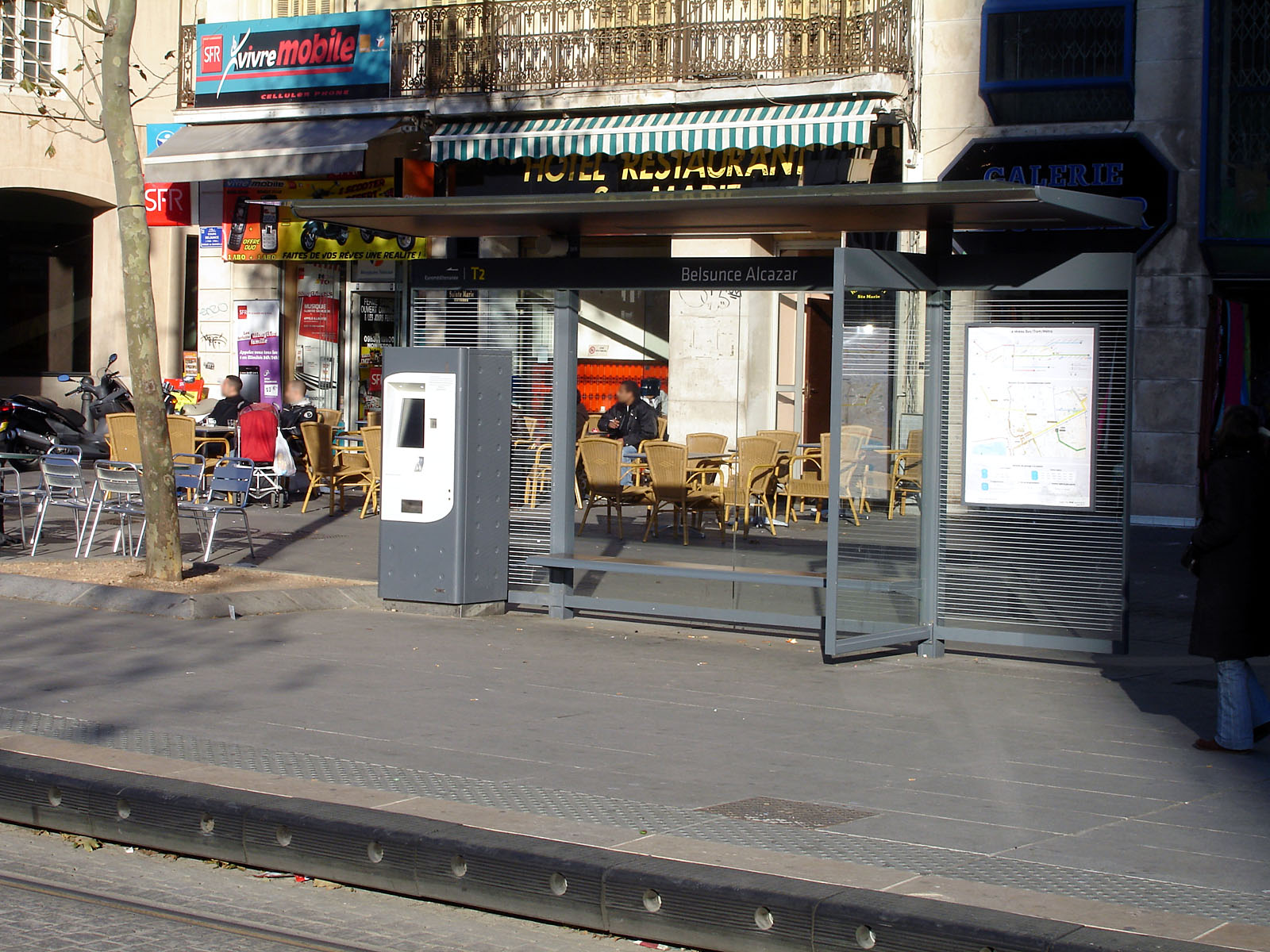
Station de tramway marseillaise
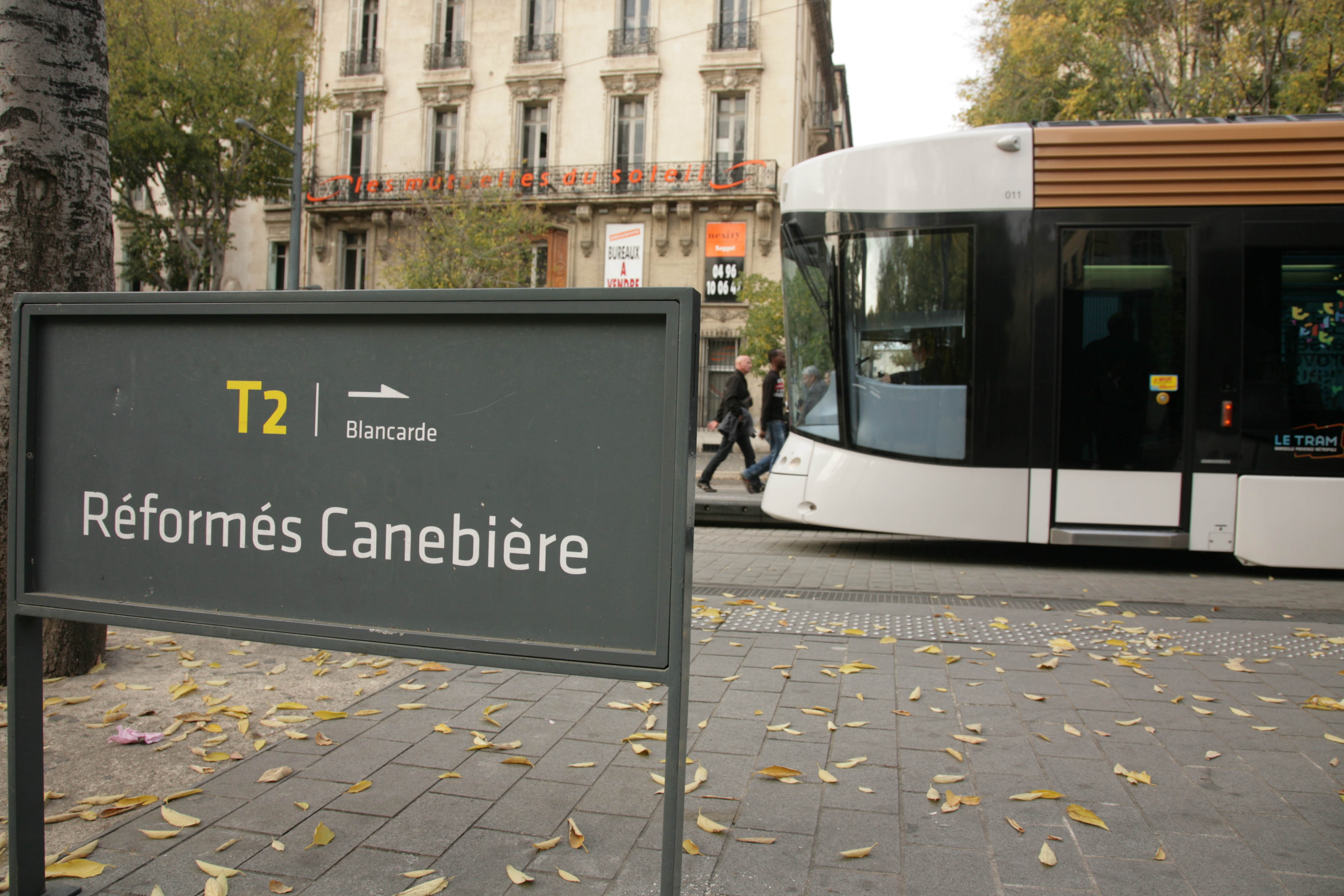
Panneau de signalisation de station (ligne, direction, station)
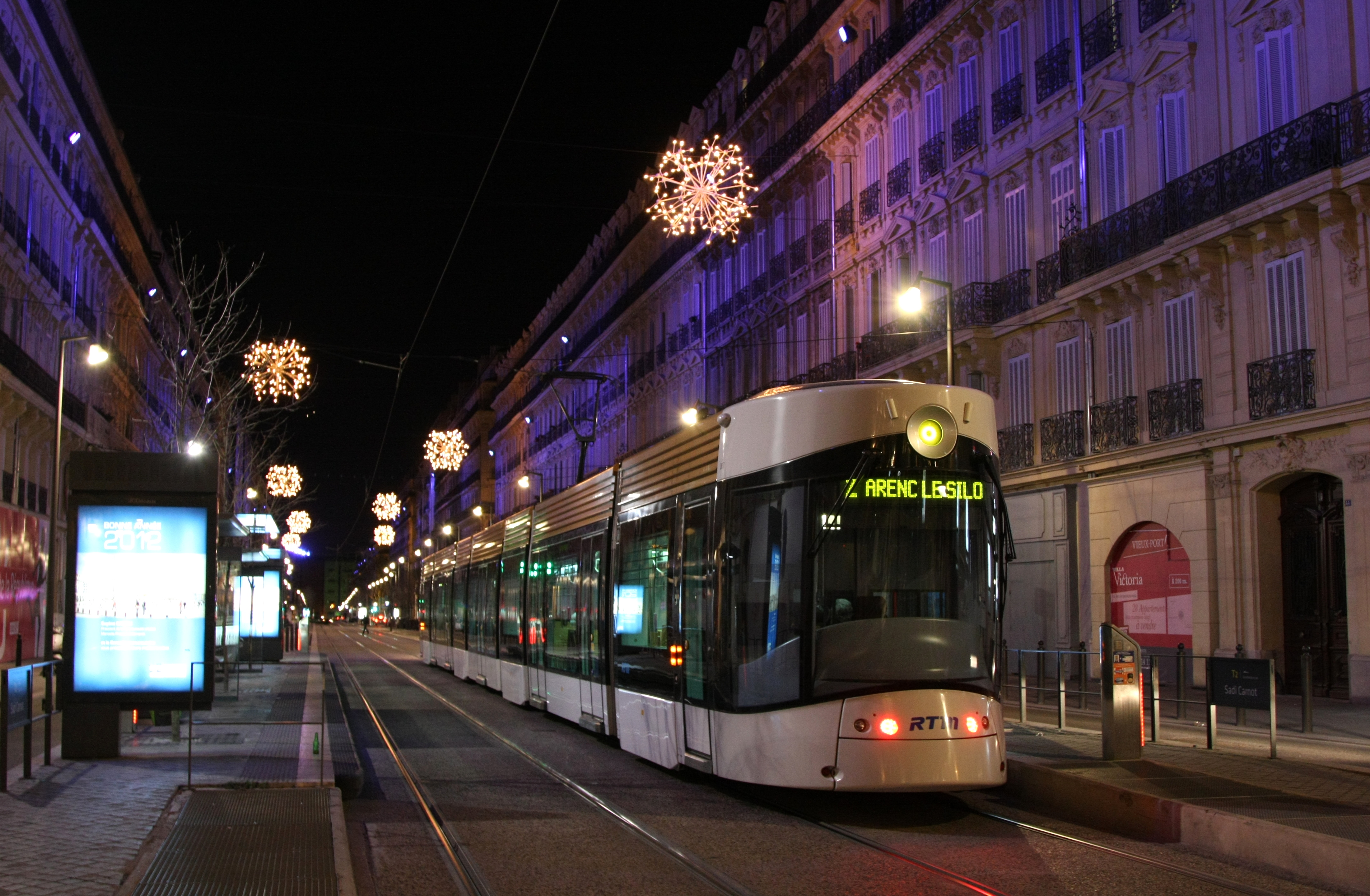
Station Sadi Carnot